# Ruta 23 (Costa Rica)
La Ruta 23, oficialmente Ruta Nacional Primaria 23, y coloquialmente Carretera Barranca-Caldera, es una ruta nacional de Costa Rica ubicada en la provincia de Puntarenas.

## Descripción
Continúa donde termina la Ruta 27 en Caldera, pasa por El Roble y llega hasta Barranca. Su trayecto lleva a importantes destinos turísticos como la playa en Caldera, una de las más visitadas del país por su cercanía con la Región Central, las Playas de Doña Ana o el sector hotelero de la zona, además de contar con el cruce hacia la Ruta 17, acceso principal a Puntarenas. Termina en la Ruta 1. 
En la provincia de Puntarenas, la ruta atraviesa el cantón de Puntarenas (los distritos de Barranca, El Roble), el cantón de Esparza (el distrito de Caldera).